# IC 4762
IC 4762 је двојна звијезда у сазвјежђу Змај која се налази на листи објеката дубоког неба у Индекс каталогу.
Деклинација објекта је + 67° 51' 30" а ректасцензија 18h 32m 28,7s.